# Liste der Bischöfe von Pedena
Die folgenden Personen waren Bischöfe von Piben (Pedena) bzw. Pićna (Kroatien):
- Heiliger Nicefor (524)
- Theodor (546)
- Marcian (579)
- Orsinian (679)
- Lorenz I. (804)
- Fridebert (961)
- Stephan (1015)
- Voldarik (1031)
- Kandian (1060)
- Ezzo (1070)
- Peter I. (1085)
- Gotpold (1136)
- Konrad (1170)
- Friedrich I. (1176)
- Popone I. (1187–1200)
- Vigardo (1200)
- Friedrich II. (1200)
- Popone II. (1213)
- Vemardo (1231)
- Pietro di Montemarte (1239)
- Heinrich de Orzano (1253)
- Oton von Poreča (1247–1256)
- Bernard (Arnold, Vumardo) (1262)
- Viscardo (1267)
- Bernard (1275–1284)
- Ulrik (1295)
- Odorisio Bertrami (ca. 1300)
- Enoch (1310)
- Demetrio (ca. 1324)
- Guglielmo (ca. 1339)
- Amanzio (1343)
- Stanislaw von Krakau (1343)
- Demetrio de Matafari (1345)
- Nikolaus I. (1354)
- Lorenz II. (1372)
- Paolo dei Conti di Urbino (1330)
- Heinrich (1390)
- Andrea (Bono) (1394)
- Heinrich III. von Wildenstein, O.F.M. (1396–1409) (davor Bischof von Kroja und Triest)
- Paolo II. de Nostero (1409)
- Johannes Straus (1411)
- Gregor von Koruške (1418)
- Paolo III. (1420)
- Nikolaus II. (1430–1434)
- Petar Giustiniani (1434)
- Konrad (1440)
- Martin von Mannsberg (1445–1456)
- Konrad Arensteiner (1461–1465)
- Michael Altkind (1465–1478)
- Paskasio von Görz (1478–1490)
- Guro I. Maninger von Kirchberg (1491)
- Luigi Rugerio (1501)
- Georg von Slatkonia (1513)
- Nikolaus III. Creutzer (1523–1525)
- Giovanni II. Barbo (1525–1547)
- Zaharija Iwan Divanić (1550–1562)
- Jakob Cronberg (1557–1562)
- Daniel Barboli (1563–1570)
- Georg III. Rautgartler (Reitgartler, Reitgherlet, Reitgeber) (1573–1600)
- Antonio Zara (1600–1621)
- Karl Weinberger (1621–1625), nominierter Bischof von Pedena
- Pompeo Coronini (1625–1631)
- Gaspar Bobeck (1631–1636)
- Antonio II. Marenzi (1637–1646)
- Francesco Massimiliano Vaccano (1649–1663)[1]
- Paul IV. Jančić, O.F.M. (1663–1667)
- Paul V. Budimir, O.F.M. (1668–1670)
- Andreas Daniel von Raunach (1670–1686)
- Johann Markus Rossetti (1689–1691)
- Peter Anton Gaus von Homberg (1693–1713)
- Georg Xaver Marotti (1713–1740)
- Gian Giuseppe Bonifacio Cecotti, O.F.M. (1741–1765)
- Aldrago Antonio de Piccardi (1766–1778)